# Windmühle Winkeldorf
Die ehemalige Windmühle Winkeldorf südöstlich in der niedersächsischen Gemeinde Horstedt, Ortsteil Winkeldorf, Mühlenweg 21, wurde im 19. Jahrhundert gebaut. Aktuell (2025) wird der erhaltene Stumpf als Lager genutzt.
Das Gebäude steht unter Denkmalschutz (siehe auch Liste der Baudenkmale in Horstedt (Niedersachsen)).

## Geschichte und Beschreibung
Winkeldorf gehört zur heutigen Samtgemeinde Sottrum im Landkreis Rotenburg (Wümme).
Der Galerieholländer auf einem dreigeschossigen oktogonalen Unterbau in verputztem Backsteinmauerwerk wurde 1865 gebaut. Der dreigeschossige Achtkant wurde umgeben durch eine mittlerweile abgerissene Holzgalerie. Der Kopf, die Windrose und die Flügel fehlen; ein ziegelgedecktes, achteckiges Zeltdach mit Kreuz an der Spitze schließt das Gebäude ab. Ein Anbau mit Pultdach ergänzt den Rumpf der Mühle. Die Mühle ist nicht in der Niedersächsischen Mühlenstraße der Region zwischen Nordsee, Elbe und Weser, Landkreis Rotenburg enthalten.
Das Landesdenkmalamt befand u. a.: „… An der Erhaltung der Mühle besteht aus geschichtlichen und städtebaulichen Gründen wegen des orts- und wirtschaftsgeschichtlichen, orts- und landschaftsbildprägenden Zeugniswerts ein öffentliches Interesse ….“